# Shambala (G.20) jezici
Shambala (G.20) jezici podskupina je nigersko-kongoanskih jezika iz centralne bantu skupine u zoni G u Tanzaniji i Keniji. Obuhvaća 4 jezika. Ti su jezici: 
- asu ili pare, athu [asa], 500 000 (2000.), Tanzanija. narod se zove Wapare
- bondei ili bonde [bou], 80 000 (1987.), Tanzanija
- shambala ili kisambaa [ksb], 664 000 (Johnstone and Mandryk, 2001.), Tanzanija
- taveta ili kitaveta [tvs], 24 300 (2006.), Kenija

## Vanjske poveznice
- Ethnologue (14th)
- Ethnologue (15th)